# フェーズ6
『フェーズ6』（フェーズシックス、原題：Carriers）は、2009年のアメリカ映画。

## ストーリー
致死率100%のウイルスが蔓延し、ほとんどの人間が死に至った世界。ブライアンと弟のダニー、ブライアンの恋人ボビーとダニーの友人のケイトの4人はウイルスから逃れるために、兄弟が幼少期を過ごした別荘のあるメキシコ湾のビーチへ向かっていた。
途中、一同は生存者のフランクと、ウイルスに感染した幼い娘のジョディに出会う。フランクの情報で血清が開発されたという高校に向かうが、血清には治癒するまでの効果はないことを知る。感染者と接触しないことをルールとするブライアンたちはフランク親子を置き去りにして高校を去り、とあるホテルで休息を取るが、そこは武装した生存者グループのアジトになっていた。追い出されるブライアンたちだが、そこでボビーの感染が発覚する。
ボビーを置き去りにした後、銃撃戦で負傷したブライアンを治療しようとしたダニーは、グループのリーダーであり、兄であるブライアンが感染していることを知る。

## キャスト
| 役名                 | 俳優                     | 日本語吹替   | 日本語吹替 |
| 役名                 | 俳優                     | ソフト版     | Netflix版  |
| -------------------- | ------------------------ | ------------ | ---------- |
| ダニー・グリーン     | ルー・テイラー・プッチ   | 石田彰       | 入野自由   |
| ブライアン・グリーン | クリス・パイン           | 藤真秀       | 竹内栄治   |
| ボビー               | パイパー・ペラーボ       | 斎藤恵理     | 三重野帆貴 |
| ケイト               | エミリー・ヴァンキャンプ | 小笠原亜里沙 | 山田唯菜   |
| フランク・ハロウェイ | クリス・メローニ         | 加藤亮夫     | 山野井仁   |
| ジョディ・ハロウェイ | キーナン・シプカ         | 武田華       | 山下音彩   |
| 医師                 | マーク・モーゼス         |              |            |
| トム                 | ディラン・ケニン         |              | 平林剛     |

## 製作
作品自体は2007年にはすでに完成していたが、諸事情によりすぐには公開されず、クリス・パインが『スター・トレック』で注目された後の2009年にようやく劇場公開された。
邦題の『フェーズ６』は、世界保健機関(WHO)が定めた最高度の感染警戒レベル

## 受賞とノミネート
ジョディを演じたキーナン・シプカは、ヤング・アーティスト・アワード（2010）で「長編映画最優秀演技賞 - 若手女優助演賞」にノミネートされた。